# Ping (hálózati eszköz)
A ping számítógépes hálózati eszköz (illetve a szoftver neve), melynek segítségével ellenőrizhető, hogy az adott távoli számítógép elérhető-e egy IP hálózaton keresztül. 
Az eszköz, mely egy számítógépes program, az ICMP protokoll ECHO parancsát küldi az ellenőrizni kívánt számítógépnek, melynek hatására az változtatás nélkül visszaküldi a kapott adatcsomagokat. A parancs elküldése után a program várja a ECHO válaszokat, majd megérkeztük után kiszámolja az oda-vissza út idejét és az adatveszteséget. Ha egy csomag nem érkezik vissza az élettartamán (TTL) belül, elveszettnek minősül.
A visszajelzés adását a távoli gép letilthatja, így a küldő számára „nem létező” lesz.

## Történet
Az eredeti Ping programot Mike Muuss írta BSD UNIX alá, 1983 decemberében. Mivel akkor még nem volt kernel szintű támogatása a nyers ICMP protokollnak, a programhoz külön kernel-kiterjesztést is kellett írnia, mely azóta hivatalosan is a Unix része. A készítő által adott Ping név nem volt rövidítés, hanem a műveletnek a tengeralattjárók szonárjához való hasonlatosságára utalt, mivel az adatcsomagok úgy érkeznek vissza a távoli számítógépről, mint ahogy a hanghullám visszaverődik az érintett felületről. Dave Mills javaslata alapján viszont a Ping a "Packet InterNet Groper" kifejezésből alkotott mozaikszó.

## Ping UNIX rendszerek alatt
Az alábbi példa a Ping program Linux alóli használatát mutatja be, az en.wikipedia.org-on.
```
[root@server] ping en.wikipedia.org
PING rr.pmtpa.wikimedia.org (66.230.200.100) 56(84) bytes of data.
64 bytes from rr.pmtpa.wikimedia.org (66.230.200.100): icmp_seq=1 ttl=52 time=87.7 ms
64 bytes from rr.pmtpa.wikimedia.org (66.230.200.100): icmp_seq=2 ttl=52 time=95.6 ms
64 bytes from rr.pmtpa.wikimedia.org (66.230.200.100): icmp_seq=3 ttl=52 time=85.4 ms
64 bytes from rr.pmtpa.wikimedia.org (66.230.200.100): icmp_seq=4 ttl=52 time=95.8 ms
64 bytes from rr.pmtpa.wikimedia.org (66.230.200.100): icmp_seq=5 ttl=52 time=87.0 ms
64 bytes from rr.pmtpa.wikimedia.org (66.230.200.100): icmp_seq=6 ttl=52 time=97.6 ms
64 bytes from rr.pmtpa.wikimedia.org (66.230.200.100): icmp_seq=7 ttl=52 time=87.3 ms
64 bytes from rr.pmtpa.wikimedia.org (66.230.200.100): icmp_seq=8 ttl=52 time=97.5 ms
64 bytes from rr.pmtpa.wikimedia.org (66.230.200.100): icmp_seq=9 ttl=52 time=78.1 ms
64 bytes from rr.pmtpa.wikimedia.org (66.230.200.100): icmp_seq=10 ttl=52 time=79.5 ms

--- rr.pmtpa.wikimedia.babunlaut ping statistics ---
10 packets transmitted, 10 received, 0% packet loss, time 8998ms
rtt min/avg/max/mdev = 78.162/89.213/97.695/6.836 ms
```

Az en.wikipedia.org az rr.pmtpa.wikimedia.org DNS CNAME bejegyzése, mely a 66.230.200.100-as IP címre vezet. Az adatcsomagok alapértelmezett mérete 64 bájt, melyből 56 adatot tárol, 8 pedig a protokoll olvasóról szolgáltat információt. Az adatcsomagok visszaérkezte után a statisztikában megjelenik a veszteség mértéke, valamint az oda-vissza út idejének
- minimális- (78.162 ms)
- átlagos- (89.213 ms)
- maximum- (97.695 ms)
- szórás- (6.836 ms)

értéke.

## Ping Windows operációs rendszer alatt
A hu.wikipedia.org pingelése:
```
C:\>ping hu.wikipedia.org
rr.knams.wikimedia.org [145.97.39.155] pingelése 32 bájt méretű adatokkal:
Válasz 145.97.39.155: bájt=32 idő=46 ms TTL=52
Válasz 145.97.39.155: bájt=32 idő=44 ms TTL=52
Válasz 145.97.39.155: bájt=32 idő=44 ms TTL=52
Válasz 145.97.39.155: bájt=32 idő=45 ms TTL=52
145.97.39.155 ping-statisztikája:
    Csomagok: küldött = 4, fogadott = 4, elveszett = 0 (0% veszteség),
Oda-vissza út ideje közelítőlegesen, milliszekundumban:
    minimum = 44ms, maximum = 46ms, átlag = 44ms
```

A hu.wikipedia.org az rr.knams.wikimedia.org DNS CNAME bejegyzése, melynek IP címe a 145.97.39.155. Az Unixtól eltérően itt az adatcsomagok alapértelmezett mérete 32 bájt. A TTL a csomagok élettartama, melyen belül vissza kell, hogy érkezzenek. A végén szintén statisztikai összesítést láthatunk.

## Ping Cisco IOS operációs rendszer alatt
A 192.168.13.253-as IP cím pingelése Cisco switch-en:
```
Cisco_3560#ping 192.168.13.253

Type escape sequence to abort.
Sending 5, 100-byte ICMP Echos to 192.168.13.253, timeout is 2 seconds:
.!!!!
Success rate is 80 percent (4/5), round-trip min/avg/max = 1/3/9 ms
```

Az adatcsomag 100 bájt hosszú, és ötször küldi el. Az alapértelmezett időtúllépés 2 sec. Az időtullépést pont jelzi, a sikeres válasz pedig felkiáltó jel. A példában a sikeres válaszok száma 5-ből 4, azaz 80%. A válaszidő minimuma 1, átlaga 3, maximuma 9 msec.

## Ping of Death
A Ping of Death a Pinggel való visszaélés egy formája, melynél azt használják ki, hogy a 65536 bájtnál nagyobb adatcsomagokkal pingelt számítógép összeomolhat. Igaz, IP-n keresztül küldött csomagok nem lehetnek nagyobbak 65536 bájtnál, de ha a csomagokat feldarabolják, majd a célgépen összerakják, a csomag valódi mérete puffertúlcsordulást okoz.

## Smurf
A Pinggel való visszaélés másik formája. A támadó egy broadcast címet pingel. A broadcast szerver az összes hozzá küldött üzenetet továbbítja a hozzá kötött számítógépeknek, melyek száma maximum (és általában) 255. A támadó a Ping-kérést úgy módosítja, hogy az az áldozat gépére érkezzen vissza. 1 Ping kérés tehát 255-ször érkezik meg az áldozat gépére a broadcast szervernek köszönhetően. Ha egyszerre nagy mennyiségű pingelést végez a visszaélő, akkor az elszenvedő gépére érkező sok (255-szörös mennyiségű) kérés lebéníthatja annak Internet-kapcsolatát.